# Johanna Wyckman
Lisa Linnea Johanna Wyckman, född 23 februari 1996 i Oskarshamns församling i Kalmar län, var en svensk heltidspolitiker för Liberalerna.

## Biografi
Johanna Wyckman var under perioden mars 2020 till oktober 2022 regionråd med ansvar för hälso- och sjukvård i Region Kalmar län och förbundsordförande för Liberalerna i Kalmar län från december 2020. I Region Kalmar län var hon ordförande i beredningen för hållbarhet och folkhälsa, ledamot i regionstyrelsen och ledamot i regionala utvecklingsnämnden. Liberalerna förlorade sina mandat i regionfullmäktige i valet 2022.
I Oskarshamns kommun var hon ledamot i kommunfullmäktige sedan valet 2018. Hon avgick från kommunfullmäktige under sommaren 2023.
Mellan september 2018 och mars 2020 har hon haft uppdrag som vice ordförande i samhällsbyggnadsnämnden i Oskarshamns kommun.